# Colomascirtus pacha
Espèce
Statut de conservation UICN

 DD  : Données insuffisantes
Synonymes
- Hyla pacha Duellman & Hillis, 1990
- Hyloscirtus pacha Faivovich, Haddad, Garcia, Frost, Campbell, and Wheeler, 2005

Colomascirtus pacha est une espèce d'amphibiens de la famille des Hylidae.

## Répartition
Cette espèce est endémique de la province de Morona-Santiago en Équateur. Elle se rencontre entre 2 225 et 2 350 m d'altitude dans deux cours d'eau du versant amazonien de la cordillère Orientale,.

## Étymologie
Cette espèce est nommée en l'honneur de Patricia A. Burrowes.

## Publication originale
- Duellman & Hillis, 1990 : Systematics of frogs of the Hyla Larinopygion group . Occasional papers of the Museum of Natural History, no 134, p. 1-23 (texte intégral).